# Excalibur (gruppo)
Excalibur è un gruppo di personaggi dei fumetti creato da Chris Claremont (testi) e Alan Davis (disegni), pubblicato dalla Marvel Comics. La prima apparizione del supergruppo è in Excalibur Special Editon (aprile 1988). Excalibur è anche il titolo di quattro serie a fumetti:
- Excalibur (vol. 1[2]), terminata con il n. 125 (ottobre 1988–ottobre 1998);
- Excalibur (vol. 2), che consta di quattro numeri (febbraio 2001-maggio 2001);
- Excalibur (vol. 3), è durata quattordici numeri (luglio 2004-luglio 2005):
- New Excalibur, conclusasi con il n. 24 (gennaio 2006–dicembre 2007).

La formazione originale della squadra era composta dal leader Capitan Bretagna, da Meggan, Nightcrawler, Kitty Pryde, Colosso, Lockheed e Rachel Summers.
Successivamente, la squadra è rifondata da Pete Wisdom ed è composta dallo stesso Wisdom e da Capitan Bretagna, Nocturne, Dazzler, Fenomeno e Sage.

## Storia
Dal n. 14 la serie di Captain Britain (vol. 2) termina ma prosegue come Excalibur, ideata da Claremont e Davis nel 1988, serie a fumetti che oltre a personaggi prettamente inglesi, includeva alcuni fra i membri fissi degli X-Men.
La prima incarnazione del gruppo era costituita, oltre che da Capitan Bretagna, da:
- Nightcrawler (Kurt Wagner), mutante tedesco capace di teleportarsi e dall'aspetto simile a quello di un demone.
- Fenice (Rachel Summers, conosciuta anche come Marvel Girl), telepate e telecineta statunitense, figlia di Scott Summers e Jean Grey proveniente da un futuro alternativo.
- Shadowcat (Kitty Pryde), mutante capace di alterare la propria struttura atomica per attraversare qualsiasi materiale e genio dei computer.
- Meggan, moglie di Capitan Bretagna, in grado di mutare forma.
- Lockheed, piccolo drago alieno, sorta di animale da compagnia di Kitty Pryde.

Nel 2005, la serie prese nuova vita con il nome New Excalibur e una nuova formazione:
- Capitan Bretagna (Brian Braddock).
- Peter "Pete" Wisdom, mutante e agente segreto agente dei servizi segreti britannici MI-13, capace di generare piccole frecce di energia termica.
- Fenomeno (Cain Marko), fratellastro di Xavier e adesso membro degli X-Men.
- Nocturne (Talia Josephine "T.J." Wagner), figlia di un Nightcrawler di una realtà alternativa, ex membro degli Exiles.
- Dazzler (Alison Blaire), ex cantante e attrice, X-Man e moglie di Longshot.
- Sage (Tessa), mutante dal passato sconosciuto e dalla mente computerizzata.